# Loharu

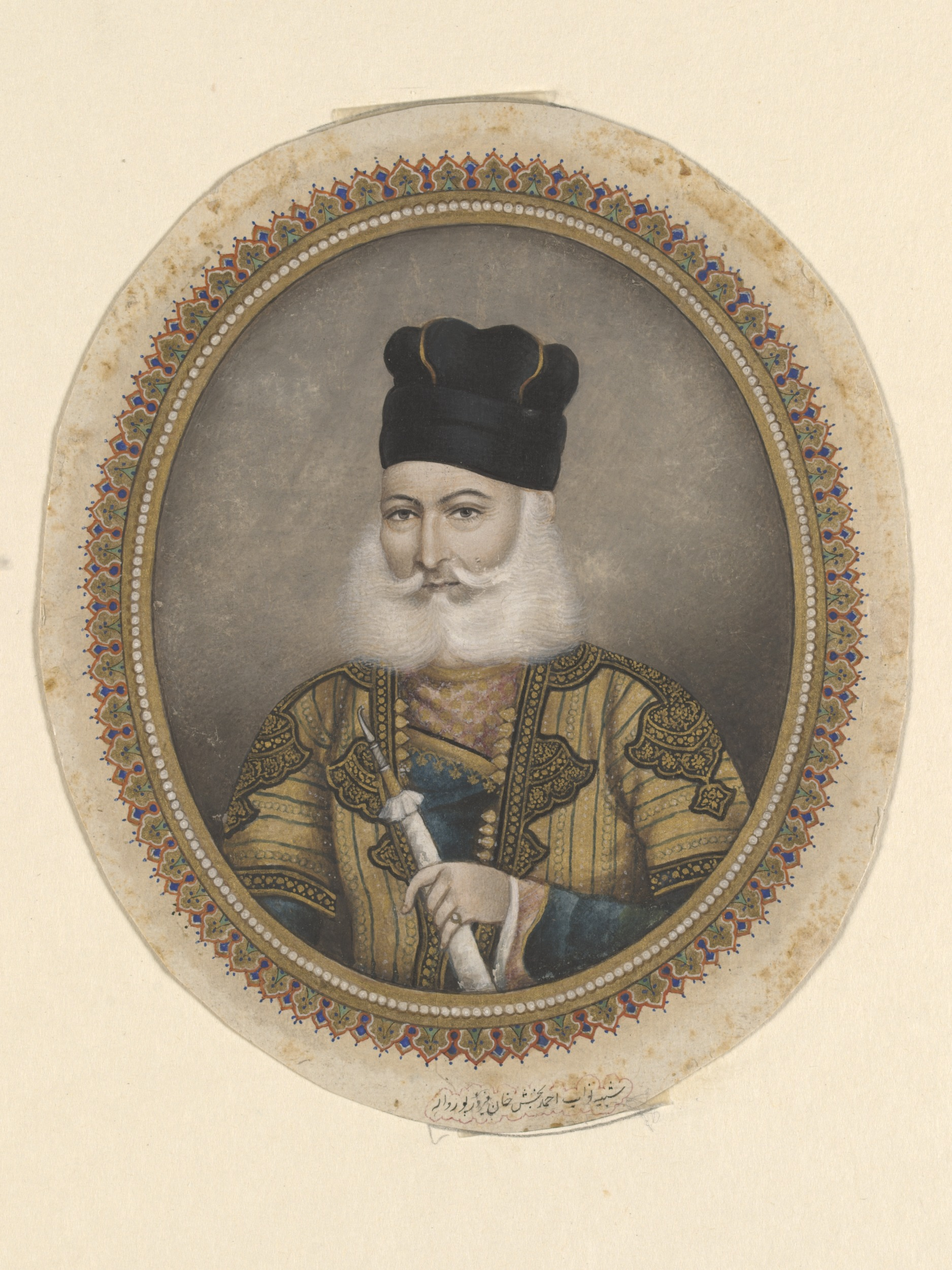
Portrait du buste de Ahmed-Bash-Khan.

Loharu était un État princier des Indes, aujourd'hui État de l'Haryana. Conquise par les Britanniques, Loharu fut dirigée par des souverains qui portaient le titre de "nabab" et qui subsista jusqu'en 1948.

## Liste des nababs de Loharu
- 1803-1825 Ahmed-Bash-Khan (1765-1827)
- 1825-1869 Aminuddin-Ahmed-Khan Ier (1812-1869)
- 1869-1884 Allahuddin-Ahmed-Khan Ier (1833-1884)
- 1884-1920 Amiruddin-Ahmed-Khan (1860-1937), abdiqua
- 1920-1926 Aizuddin-Ahmed-Khan (1885-1926)
- 1926-1948 Aminuddin Ahmed Khan II (en) (1911-1983)

## Personnalités
- Begum Aizaz Rasul femme politique.